# ماريا غولاس
ماريا غولاس (بالإنجليزية: Maria Jolas)‏ (12 يناير 1893 - 4 مارس 1987)، اسمها عند الولادة ماريا ماكدونالد (بالإنجليزية: Maria McDonald)‏، كانت واحدةً من الأعضاء المؤسسين لمجلة ترانزيشن [الإنجليزية] (Transition) في باريس مع زوجها يوجين جولاس.

## حياتها
ولدت ماريا في لويزفيل بولاية كنتاكي، ولكن ثقافتها أصبحت أقرب إلى الثقافة الأوروبية. أنجبت ماريا وزوجها ابنتان، ومنهن الملحنة بيتسي غولاس [الإنجليزية].
تعد ماري شخصية معروفة في مؤتمرات السلام، وكانت نشطة في أوروبا ضمن معارضة الحرب الأمريكية في الفيتنام (1965-1975). كانت رئيسة لجنة باريس الأمريكية لوقف الحرب مع مئاتٍ غيرها من الأعضاء، والتي تشكلت في عام 1965 وحظرتها الحكومةالفرنسية في سبتمبر 1968. كما قامت بترجمة العديد من الأعمال، بما في ذلك كتاب شاعرية الفضاء (بالفرنسية: La Poétique de l'Espace)‏ لغاستون باشلار. توفيت عن عمر 94 عامًا في باريس بفرنسا.
نشر كتابٌ حول ماريا تحت عنوان «Maria Jolas, Woman of Action - A Memoir and Other Writings» (بالعربية: ماريا غولاس، امرأة فاعلة- مذكرات وكتابات أخرى)، والتي حُررت وقدمت في عام 2004 من قبل الأستاذة ماري آن كاوز بجامعة مدينة نيويورك.